# Octeville-l’Avenel
Octeville-l’Avenel település Franciaországban, Manche megyében. Lakosainak száma 233 fő (2022. január 1.). Octeville-l’Avenel Videcosville, Aumeville-Lestre, Crasville, Lestre, Montaigu-la-Brisette, Saint-Germain-de-Tournebut, Saint-Martin-d’Audouville és Quettehou községekkel határos.

## Népesség
A település népességének változása:
| Lakosok száma | 242  | 193  | 176  | 183  | 202  | 211  | 218  | 221  | 225  | 233  |
|               | 1968 | 1982 | 1990 | 2006 | 2013 | 2015 | 2017 | 2019 | 2020 | 2022 |